# Ein starkes Team: Gestorben wird immer
Gestorben wird immer ist ein deutscher Fernsehfilm von Thorsten M. Schmidt aus dem Jahr 2017.  Es handelt sich um die 71. Folge der Krimiserie Ein starkes Team mit Florian Martens und Stefanie Stappenbeck in den Hauptrollen. Es ist der siebte Einsatz von Linett Wachow an der Seite von Otto Garber. Matthi Faust alias Sebastian Klöckner gibt sein Debüt als festes Mitglied von Ein Starkes Team, nachdem er schon in der Folge Treibjagd mitgewirkt hat.

## Handlung
Der Bestatter Sven Kreuzkamp wird erschossen in einem frisch ausgehobenen Grab gefunden. Das „starke Team“, welches nach der Kündigung von Ben Kolberg nur noch zu zweit ist, findet schnell heraus, dass die Bestattungsunternehmen in Berlin in einem starken Konkurrenzkampf stecken. Es stellt sich die Frage, ob aufgrund dieses Konkurrenzkampfes nun ein Mensch umgebracht wurde. Da das „starke Team“ zurzeit zu gering besetzt ist, bekommen Linett und Otto ein neues Teammitglied an ihre Seite gestellt. Sebastian Klöckner wechselt von der Abteilung Organisiertes Verbrechen zum „starken Team“, damit es wieder effizient arbeiten kann.
Kreuzkamp und sein Geschäftspartner Hermann Lichte führen ein Discounter-Bestattungsunternehmen und treten mit diesem gegen traditionsreiche Familienunternehmen an. Die beiden können Dumpingpreise anbieten, da ihre Transporter quer durch die Republik fahren und die Verstorbenen zur Verbrennung in Krematorien nach Tschechien bringen. Daher verdächtigt Sebastian Klöckner Stefanie Lentz, deren Vater ein traditionelles Beerdigungsinstitut in der Nähe betrieb und der mit den zwielichtigen Methoden von Kreuzkamp & Lichte sehr zu kämpfen hatte, was ihn vor Kurzem in die Selbsttötung trieb. Klöckners Beobachtung nach benimmt sich die Tochter auffällig und scheint verbittert. Zudem war sie zum Tatzeitpunkt auf dem Friedhof.
Des Weiteren verhält sich Hermann Lichte verdächtig und scheint den Ermittlern etwas zu verschweigen. Einen aktuellen und mysteriösen Urnendiebstahl, dem das Unternehmen Kreuzkamp zum Opfer fiel, nimmt er relativ gelassen hin. Als dann auch noch in einem bereits belegten Sarg eine zweite Leiche entdeckt wird, stehen die Ermittler vor einem Rätsel. Der Tote kann relativ schnell identifiziert werden, weil er wegen eines Drogendeliktes schon einmal bei der Polizei auffällig wurde. Hermann Lichte und sein junger Mitarbeiter Kai Erichsen werden nun vom „starken Team“ observiert, denn offensichtlich hat Lichte die regelmäßigen Transporte nach Tschechien genutzt, um so unbemerkt Drogen nach Deutschland zu bringen. Es gelingt den Ermittlern, Lichte bei einem nächtlichen Treffen mit dem polizeibekannten Drogenhändler Karim Al-Jazari zu beobachten. Dieser Mann ist beim Drogenklan als „Problemlöser“ bekannt und die Ermittler sind sich sicher, dass er den Mann erschossen hat, der mit den in den Urnen transportierten und von ihm gestohlenen Drogen selbst Geschäfte machen wollte. Bei einem erneuten Treffen mit einer Drogenübergabe kann das SEK zugreifen und Al-Jazari und Lichte festnehmen. Da nach der kriminaltechnischen Untersuchung feststeht, dass mit Al-Jazaris Waffe der Mann im Sarg erschossen wurde, ist für die Ermittler dieser Fall gelöst. Kreuzkamp wurde jedoch nicht mit dieser Waffe erschossen. Dafür wird zunächst Frank Sommer verdächtigt. Sommer ist ein renitenter und wegen Körperverletzung vorbestrafter Mann. Seiner Mutter wurde von Kreuzkamp ein überteuertes „Bestattungspaket“ aufgeschwatzt, wodurch sich die Frau über Gebühr verschuldete und letztendlich vor Gram darüber vorzeitig starb. Sommer hatte daraufhin Hassmails an den Bestatter geschickt. Er ist nun sogar mit einer Pistole bewaffnet in das Bestattungsunternehmen gestürmt und bedroht dort Lichte und seinen jungen Mitarbeiter Erichsen. Diese Waffe wurde ihm auf dem Friedhof angeblich zugesteckt. Die schlichte Erklärung Sommers halten die Ermittler sogar für glaubhaft, denn er identifiziert Stefanie Lentz als diejenige, die ihn an diesem Tag angesprochen hatte. Sie unterhielten sich länger, wobei sie viel über sein Schicksal und den Ärger mit Kreuzkamp erfuhr. Stefanie Lentz wird darauf angesprochen und sie räumt ein, tatsächlich daran gedacht zu haben, den Mann umzubringen, es dann jedoch nicht fertigbrachte. So hoffte sie, dass Sommer dies für sie erledigen würde.
Eine unerwartete Wendung bringt das Auftauchen des Handys des Opfers, das Stefanie Lentz seinerzeit auf dem Friedhof fand und nun der Polizei übergibt. Darauf befindet sich ein Video, das Kreuzkamp selbst aufgenommen hatte und in dem zu sehen ist, wie er seine Praktikantin Laura Krüger zunächst betrunken machte und dann vergewaltigte. Linett ist sich sicher, dass dies das wahre Motiv des Mordes an Kreuzkamp ist. Die Praktikantin wird vernommen, doch halten die Ermittler die sensible junge Frau nicht für eine Mörderin. Daher befassen sie sich mit Lichtes Mitarbeiter Erichsen etwas näher. Als dieser erfährt, dass seine „Angebetete“ in Untersuchungshaft ist, gibt er den Mord an seinem Chef zu. Er sei unfreiwillig Zeuge der Vergewaltigung geworden und wollte Kreuzkamp dafür zur Rede stellen. Kurzerhand habe er sich die Pistole, die sein Kollege Lichte in seinem Schreibtisch hatte, genommen und sei auf Kreuzkamp zugegangen. Der verhöhnte ihn nur und daraufhin habe er einfach abgedrückt.

## Hintergrund
Gestorben wird immer wurde in Berlin gedreht und am 16. September 2017 um 20:15 Uhr im ZDF erstausgestrahlt. Als Ein- und Ausgangsmusik ist der Titel Road to Nowhere von Talking Heads zu hören.
Sputnik, dessen Rolle als Geschäftsmann in der Serie als ein Running Gag angelegt ist, arbeitet in dieser Folge als Versicherungsvertreter und versucht seinen Freunden dieses Mal, passend zum Fall, eine Sterbeversicherung zu verkaufen.

## Rezeption

### Einschaltquoten
Die Erstausstrahlung am 16. September 2017 erreichte 6,63 Millionen Zuschauer, was einem Marktanteil von 23,5 % entspricht. Von den jüngeren Zuschauern schalteten 0,95 Millionen ein, was einen Marktanteil von 10,8 % einbrachte.

### Kritiken
Tilmann P. Gangloff zieht auf tittelbach.tv folgendes Urteil zu dieser Folge: „Wenn der’s nicht war, dann vielleicht die? Oder doch jemand anderes? Schwächer als die letzen [sic!] Episoden.“
Der Focus meinte dazu: „Das Team aus dem bewährten Autor Leo P. Ard und dem Regisseur Thorsten M. Schmidt“ „setzen […] ganz auf eine konventionelle, aber Spannung aufbauende Erzählweise mit diversen Wendungen und Nebenrollen, die sehr gut besetzt sind. Ganz nebenbei wird deutlich, was für einen emotionalen Zwiespalt es für viele Menschen bedeutet, wenn sie bei einer anstehenden Beerdigung vor allem auf die Kosten achten müssen. Wenn makabrerweise allerdings sogar Rauschgift in Urnen geschmuggelt wird, kann von Pietät und Respekt wirklich keine Rede mehr sein.“
Ulrich Feld von der FNP meinte: Diesmal „macht der ZDF-Krimi eigentlich alles richtig. Die Drogenschmuggel-Geschichte passt als Hintergrund gut hinein, es gibt schöne Wendungen und wie meistens in der seit 1994 laufenden Krimi-Reihe gut pointierte Dialoge. Matthi Faust macht sich als Neuer im Team nicht übel, und wie sich das für eine klassische Mördersuche im Kriminalfilm gehört, stellt sich am Ende jemand als Täter heraus, von dem man es am wenigsten erwartet hätte.“